# Bebop
O Bebop representa uma das correntes mais influentes do Jazz. Seu nome provém da onomatopeia feita ao imitar o som das centenas de martelos que batiam no metal na construção das ferrovias americanas, gerando uma "melodia" cheia de pequenas notas. Segundo alguns jazzistas, as melodias ágeis e velozes do seu estilo musical se assemelhavam ao som produzido pelos martelos nas obras das ferrovias.

## Características
O bebop privilegia os pequenos conjuntos, como os trios, os quartetos e os solistas de grande virtuosismo. Talvez o elemento que sofreu a maior modificação dentro da revolução bebop tenha sido o ritmo, com a proliferação de síncopas e de figuras rítmicas complexas. O fraseado é flexível, nervoso, cheio de saltos que exigem uma técnica instrumental muito desenvolvida. Além dos fundadores Charlie Parker e Dizzy Gillespie, encontramos entre os expoentes do bebop os músicos que se encontravam regularmente no "Minton's Playhouse", clube localizado em um bairro de Manhattan em Nova York chamado "Harlem" e na 52nd Street, como o pianista Thelonious Monk, Miles Davis e John Coltrane, os bateristas Kenny Clarke e Max Roach e o guitarrista Charlie Christian; e também o vibrafonista Milt Jackson, o pianista Bud Powell e o trombonista J. J. Johnson.
Um clássico do bebop é Donna Lee, de Charlie Parker.